# إيان أوزبورن
إيان ليونارد أوزبورن (بالإنجليزية: Ian Osborne)‏ لاعب كرة قدم إنجليري سابق، من مراليد 28 أكتوبر 1952 في إنجلترا، وهو لاعب محترف سابق في لعبة كرة القدم، حيث لعب في دوري كرة القدم لصالح فريق برمنغهام سيتي ونادي بورت فايل.
بعد أن ترك إيان المدرسة عام 1968، انضم إل نادي برمنغهام سيتي كمتدرب، واحترف كرة القدم بعد ذلك بعامين. أمضى فترة طويلة في الفريق الرديف كمدافع قبل أن يلعب للمرة الأولى في دوري الدرجة الأولى في 16 آب (أغسطس) 1975، وقد كانت تلك المباراة الافتتاحية في موسم 1975-1976. لعب إيان مباريات أخرى في ذلك الموسم بديلاً للاعب راي مارتين الذي كان يقترب من نهاية عقده مع برمنغهام. لكن لم يعتبر أن دفاعه يرقى للمعايير وسمح له بمغادرة النادي. لعب إيان بعد ذلك موسماً في نادي بورت فايل، حيث لعب في ست مباريات من دوري الدرجة الثالثة لموسم 1976-1977. بعد أن ترك موقعه في أيلول (سبتمبر) 1976 لم يلعب حتى نيسان (أبريل) من عام 1977. لعب عام 1977 مع نادي هيلينغدون بورو وفريق ويست فيلدز.